# إيرل دوتسون
إيرل دوتسون (بالإنجليزية: Earl Dotson)‏ هو لاعب كرة قدم أمريكية أمريكي، ولد في 17 ديسمبر 1970 في بومونت في الولايات المتحدة.

## وصلات خارجية
- إيرل دوتسون على موقع مرجع كرة القدم المحترفة.كوم (الإنجليزية)